# VOICE 2〜cover lovers rock〜
『VOICE 2〜cover lovers rock〜』（ヴォイス・ツー・カバー・ラヴァーズ・ロック）は、日本の歌手・伴都美子が2008年3月5日にavex traxから発売した2枚目のカバーアルバムである。

## 内容
前作『Voice〜cover you with love〜』から約1年ぶりとなるカバーアルバム。
ジャケットが異なるCD+DVD盤とCD盤の2形態で発売された。DVDには今作のリード曲「チェリー」のミュージック・ビデオと今作のスポットCM映像、フォトギャラリーが収録された。

## 収録曲
1. チェリー [4:43]
作詞・作曲：草野正宗
編曲：大西克己
スピッツの13thシングル表題曲のカバーにして、今作のリード曲。
2. 僕はここにいる [4:13]
作詞・作曲：山崎将義
編曲：山口周平
山崎まさよしの8thシングル表題曲のカバー。
3. You're the Only… [4:59]
作詞：小野正利
作曲：柘植由秀
編曲：村上正芳
小野正利の3rdシングル表題曲のカバー。
4. さくら（独唱） [4:14]
作詞：森山直太朗、御徒町凧
作曲：森山直太朗
編曲：朝井泰生
森山直太朗の2ndシングル表題1曲目のカバー。
5. IT'S ONLY LOVE [4:28]
作詞・作曲：福山雅治
編曲：山口周平
福山雅治の両A面からなる9thシングル表題1曲目のカバー。
6. 遠く遠く [4:27]
作詞・作曲：槇原敬之
編曲：菰口雄矢
槇原敬之の3rdアルバム収録曲のカバー。
7. OH MY LITTLE GIRL [5:09]
作詞・作曲：尾崎豊
編曲：菰口雄矢
尾崎豊の14thシングル表題曲のカバー。
8. 青春の影 [3:56]
作詞・作曲：財津和夫
編曲：村上正芳
チューリップの6thシングル表題曲のカバー。
9. ZOO [5:47]
作詞・作曲：辻仁成
編曲：大西克己
川村かおりの1stシングル表題曲のカバー。
10. 愛すべきひとよ [5:27]
作詞・作曲：石田匠
編曲：大西克己
The Kaleidoscopeの3rdシングル表題曲のカバー。
11. OH PRETTY WOMAN [3:00]
作詞：ビル・ディーズ
作曲：ロイ・オービソン
編曲：大西克己
ロイ・オービソンの楽曲のカバー。

## 参加ミュージシャン
- 伴都美子：Vocals & Chorus (全曲)

サポートミュージシャン
- 大西克己：Programmed (#1,9)、Guitar (#1,9〜11)
- 村上正芳：Programmed & Guitar (#3,8)
- 朝井泰生：Programmed & Guitar (#4)
- 縄田寿志：Programmed (#2,5)
- 山口周平：Guitar (#2,5)
- 菰口雄矢：Guitar (#6,7)
- 宮崎裕介：Keyboards (#2,5)
- 信田かずお：Piano & Keyboards (#6,7)
- 岩崎はじめ：Electric Piano (#8)
- 山口寛雄：Bass (#1,11)
- 大和田ハルオ：Bass (#2,5)
- 山崎弘：Bass (#3,8)
- 岡田治郎：Bass (#6,7)
- 石川具幸：Bass (#9,10)
- TARAWO：Drums (#1,9〜11)、Percussion (#1)
- 波田野哲也：Drums (#2,5)
- 佐々木しげそ：Drums (#3,8)
- 小森啓資：Drums (#6,7)
- 能智祐輔：Percussion (#2)